# Кампи Бизенцио
Кампи Бизенцио (итал. Campi Bisenzio) је насеље у Италији у округу Фиренца, региону Тоскана.
Према процени из 2011. у насељу је живело 32871 становника. Насеље се налази на надморској висини од 40 м.

## Становништво
| 1936.  | 1951.  | 1961.  | 1971.  | 1981.  | 1991.  | 2001.  | 2011.  |
| ------ | ------ | ------ | ------ | ------ | ------ | ------ | ------ |
| 15.537 | 16.008 | 18.030 | 26.993 | 33.153 | 34.444 | 37.249 | 42.929 |

## Партнерски градови
- Орли
- Tipitapa
- Bir Lehlou
- North Lanarkshire